# Rose von Mangoldt
Rose von Mangoldt (* 2. Juli 1877 in Danzig als Rose Otto; † 24. September 1967 in Berlin) war eine deutsche Volkswirtschaftlerin, Autorin, Journalistin, Frauenrechtlerin und Sozialreformerin.

## Leben

### Jugend und Ausbildung
Rose Otto besuchte bis zur mittleren Reife das Lyzeum. Erst nach dem Tod des Vaters holte sie in Berlin die drei Schuljahre zum Abitur im Privatunterricht innerhalb eines Jahres nach. Zum Studium ging sie nach Freiburg. Von dort wechselte sie nach München. Hier studierte und promovierte sie 1910 bei dem Volkswirtschaftler Lujo Brentano mit dem historischen Standardwerk „Über Fabrikarbeit verheirateter Frauen“. Sie war neben Marie Bernays eine der ersten Frauen, die in der renommierten Reihe  über nationalökonomische Themen des „Vereins für Socialpolitk“ veröffentlichte. Letztgenannte publizierte: „Auslese und Anpassung der Arbeiterschaft der geschlossenen Großindustrie“ (1910), gefolgt von Rosa Kempf: „Das Leben der jungen Fabrikmädchen in München“ (1911), Elisabeth Hell: „Jugendliche Schneiderinnen in München“ (1911) und Käthe Mende: „Münchner jugendliche Ladnerinnen zu Hause und im Beruf“ (1912). 

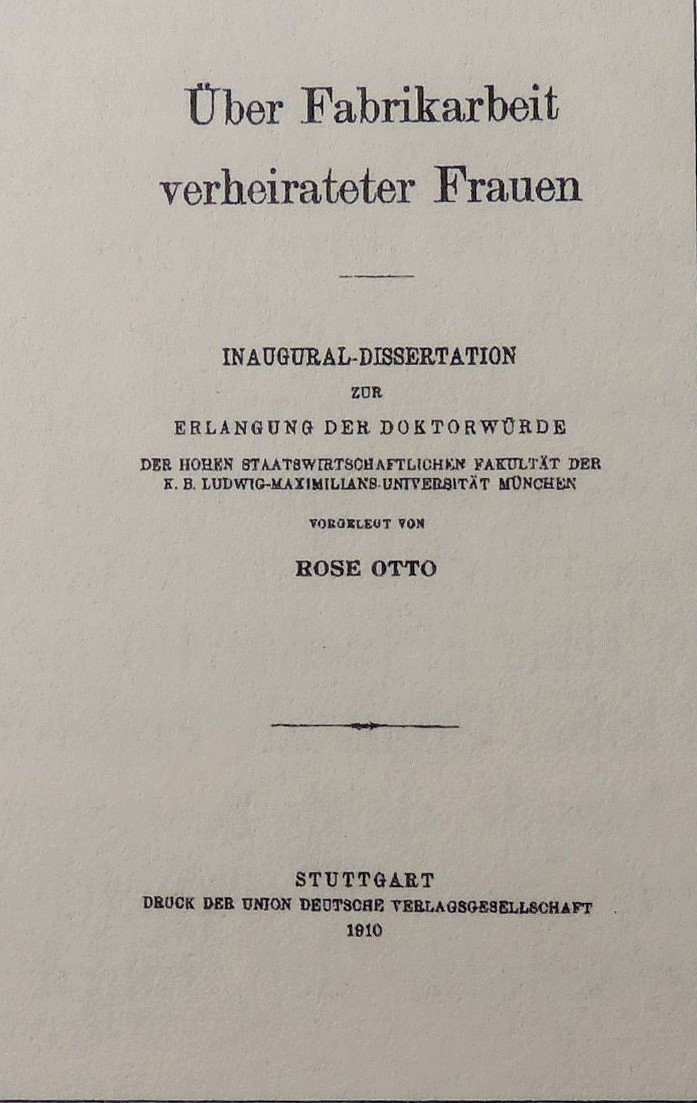
Dissertation von Rose Otto, verh. von Mangold

### Wohnungsinspektorin in Halle
Als zweite Frau im Deutschen Reich wurde sie hauptamtliche Wohnungsinspektorin in Halle. Diese Stelle war gerade neu geschaffen worden, da aufgrund der verbesserten hygienischen Verhältnisse mehr Kinder überlebten und die Familien größer wurden. Sie sollte im Einzelnen feststellen, wie die Wohnverhältnisse der Familien waren. Von ihrem Vorgesetzten, dem Oberbürgermeister in Halle, wurde sie 1911 auf den Zweiten Deutschen Wohnungskongress nach Leipzig geschickt, der sich mit den städtischen Wohnverhältnissen beschäftigte angesichts der starken Zunahme der Wohnbevölkerung in Leipzig. Der Kongress wurde von  Karl von Mangoldt, ihrem späteren Mann, den sie 1912 heiratete, organisiert. Da das geltende Beamtenrecht eine Berufstätigkeit für verheiratete Frauen nicht  erlaubte, musste Rose von Mangoldt ihre Stelle verlassen. 

### Tätigkeit als Bibliothekarin
Neben Familie mit drei Kindern und Haushalt begann sie wieder zu arbeiten, und zwar von 1921 bis 1924 in der Redaktion der Sozialen Praxis und Volkswohlfahrtssorge. 1926 trat sie als Mitarbeiterin in die Geschäftsstelle des Deutschen Vereins für Wohnungsreform ein, wo sie sich der Neuordnung und der Pflege des Buchbestandes widmete und ihn zu einer umfangreichen Spezialbibliothek für das Wohnungswesen ausbaute. In den Jahren 1933 bis 1935 erschienen die ersten drei Bände zum Literaturverzeichnis des Wohnungs- und Siedlungswesen. Dieses von Rose von Mangoldt zusammengestellte Literaturverzeichnis, das vom Deutschen Verein für Wohnungsreform herausgegeben wurde, lag bis 1941 in gedruckter Form vor.
Außerdem redigierte sie verschiedene Sammelwerke, darunter das „Handwörterbuch des Wohnungswesens“ und das „Wörterbuch der Wohnungs- und Siedlungswirtschaft“ und war Mitarbeiterin des  Sammelwerks „Städtebau und Wohnungswesen der Welt“. Außerdem schrieb sie Aufsätze für die Zeitschrift „Die Wohnung“ und andere Fachblätter.
Das vorhandene Material der Bibliothek kam gegen Kriegsende z. T. nach Liegnitz und teilweise nach Westfalen. Nach Kriegsende wandte sich der Magistrat der Stadt Berlin in einem Schreiben vom 15. April 1946 an das Internationale Komitee für Bau- und Wohnungswesen mit der Bitte, die Bibliothek von Liegnitz nach Berlin zu überführen. Dem wurde nicht entsprochen und die Bibliothek gilt seitdem als verschollen.

## Veröffentlichungen
- Über Fabrikarbeit verheirateter Frauen. Münchner volkswirtschaftliche Studien, Verlag Cotta, Stuttgart, Berlin, 1910
- Literaturnachweis des Wohnungs- und Siedlungswesens Wasmuth, Berlin, 1/2.1933/34(1936); 3.1935(1936) - 9.1941(1942)[?]
- Jahrbuch der deutschen Siedlung. Hrsg. mit Unterstützung d. Stiftung zur Förderung von Bauforschungen, Verlag Verl. Siedlung und Wirtschaft, Berlin, 1936

### Zeitschriftenartikel
- Soziale Praxis, Centralblatt für Sozialpolitik
  - Die Arbeitszeit der Arbeiterinnen nach dem Bericht der Gewerbeaufsichtsbeamten 1910, 21. Jhg., Nr. 8, 1911
  - Wohlfahrtspflege und Wohlfahrtsges. Im Lichte sächsischer Erfahrungen, 31. Jhg., S 587, 1922
  - Verelendung des deutschen Volkes, 32. J. S 57, 1923
- Archiv f. d. civilistische Praxis. N.F. 13+14
  - Löschung der Hypotheken in der Rückwirkungszeit. Unrichtigkeit des Grundbuchs und Anwendung des § 892 BGB im Aufwertungsrecht XIV 81, 1931
- Die Wohnung. Zeitschrift für Bau- und Wohnungswesen. Berlin
  - Schönheit der Arbeit, 45, 9.+10. Jhg., 1934/35
  - Leistungen der deutschen Heimstätten 146, 12. Jhg., 1937
  - Entwicklung der deutschen Bauwirtschaft und die Arbeitsbeschaffung im Jahre 1936, 121, 12. Jhg., 1937
  - Problem der 2. Hypothek, 200, 13. Jhg., 1938
  - Hochbau oder Flachbau? 12, 14. Jhg., 1939
  - Gefährdung der Heimstättenbildung, 55, 14. Jhg., 1939
  - Leistungen und Erfahrungen der Industrie auf Gebiet d. Arbeiterwohnstättenbaues im Jahr 1938, 13, 15. Jhg., 1940
  - Grundsteuer und Heimstätten, 36, 16. Jhg., 1941
  - Wohnungsaufsicht in Hamburg, 45, 16. Jhg., 1941
- Die Frauenbewegung
  - Arbeiterinnenschutz  und Gewerbeordnungsnovelle von 1908, 151, 168, 18. Jhg., 1912
- Das rote Kreuz
  - Wie es in kleinen Wohnungen tatsächlich aussieht, 697, 30. Jhg., 1912
- Blätter für Volksgesundheitspflege
  - Vorbildung der Wohnungsaufsichtsorgane, 7, 14. Jhg., 1914
- Die Frau
  - Wirtschaftliche Vorbedingungen für kultur. Häusliches Leben, 311, 27. Jhg., 1921